# Cui Ziting
Cui Ziting (19 febbraio 1996) è una pallavolista cinese.
Gioca nel ruolo di centrale nello Shanghai.

## Carriera
la carriera di Cui Ziting inizia nel settore giovanile dello Shanghai, dove gioca dal 2008 al 2014. Nella stagione 2014-15 viene promossa in prima squadra e fa il suo esordio in Volleyball League A, raggiungendo le finali scudetto.